# Dominikanerkloster Saint-Maximin-la-Sainte-Baume

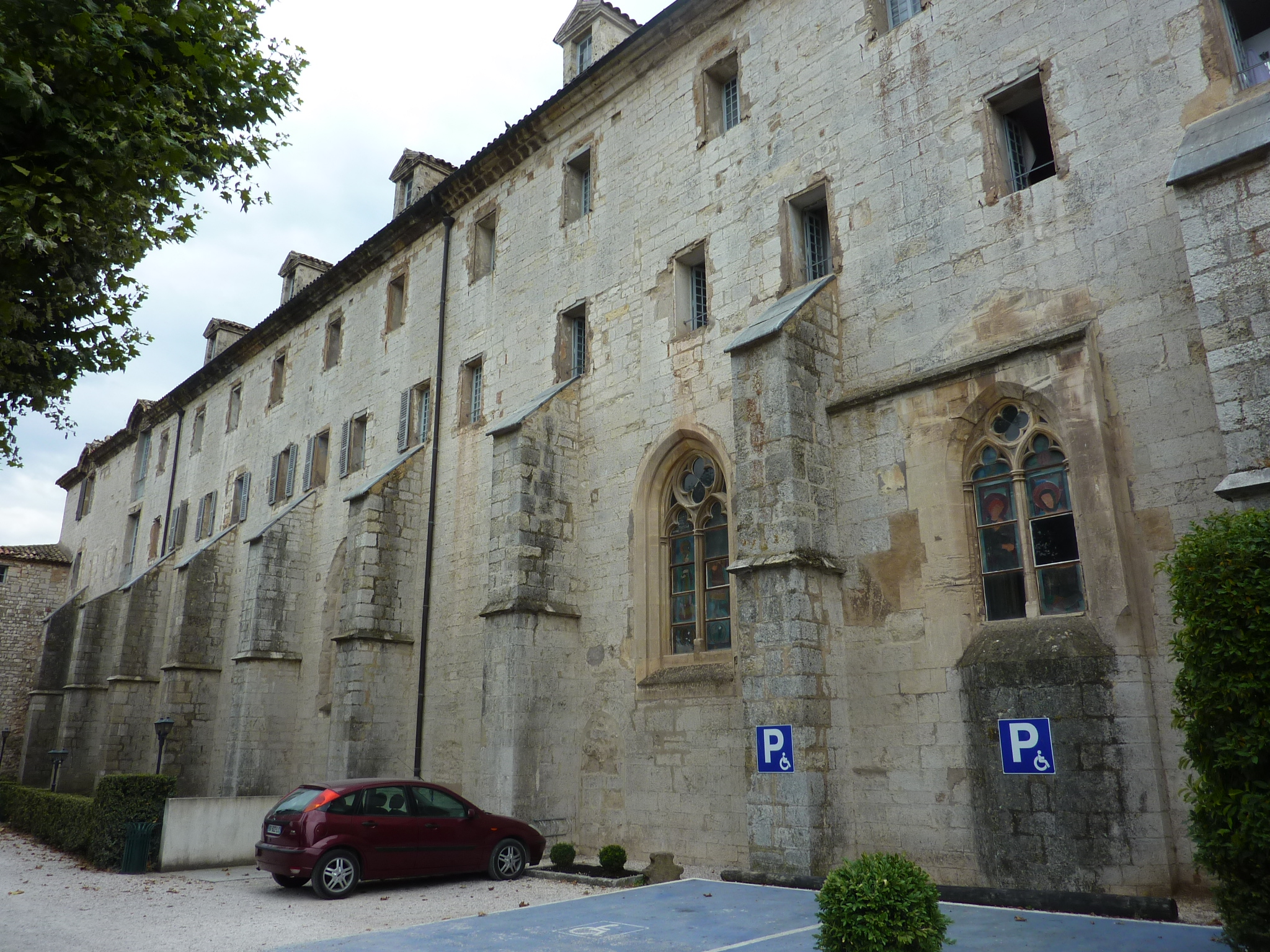
Der Nordflügel des Klostergebäudes

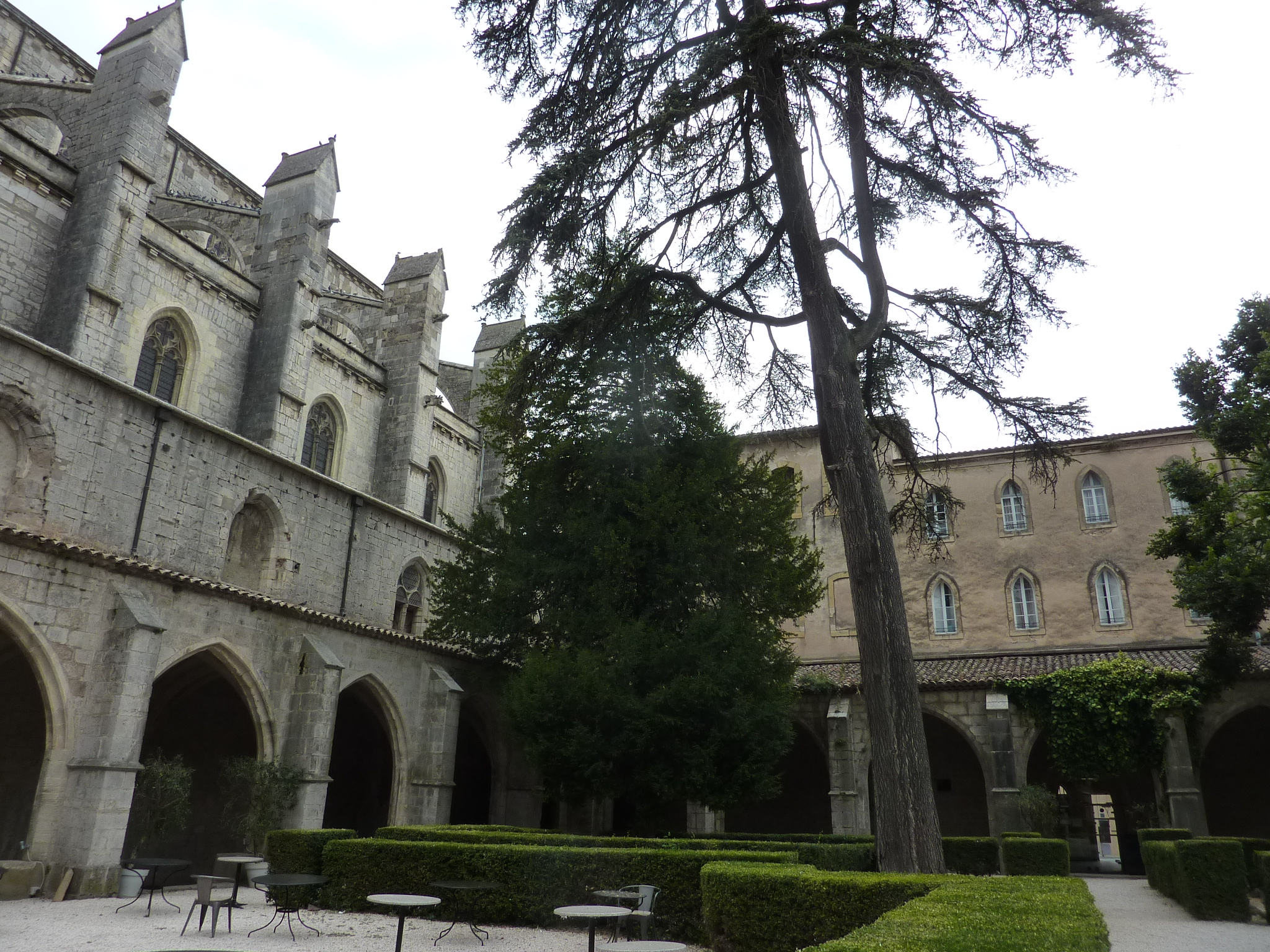
Der Kreuzgangshof

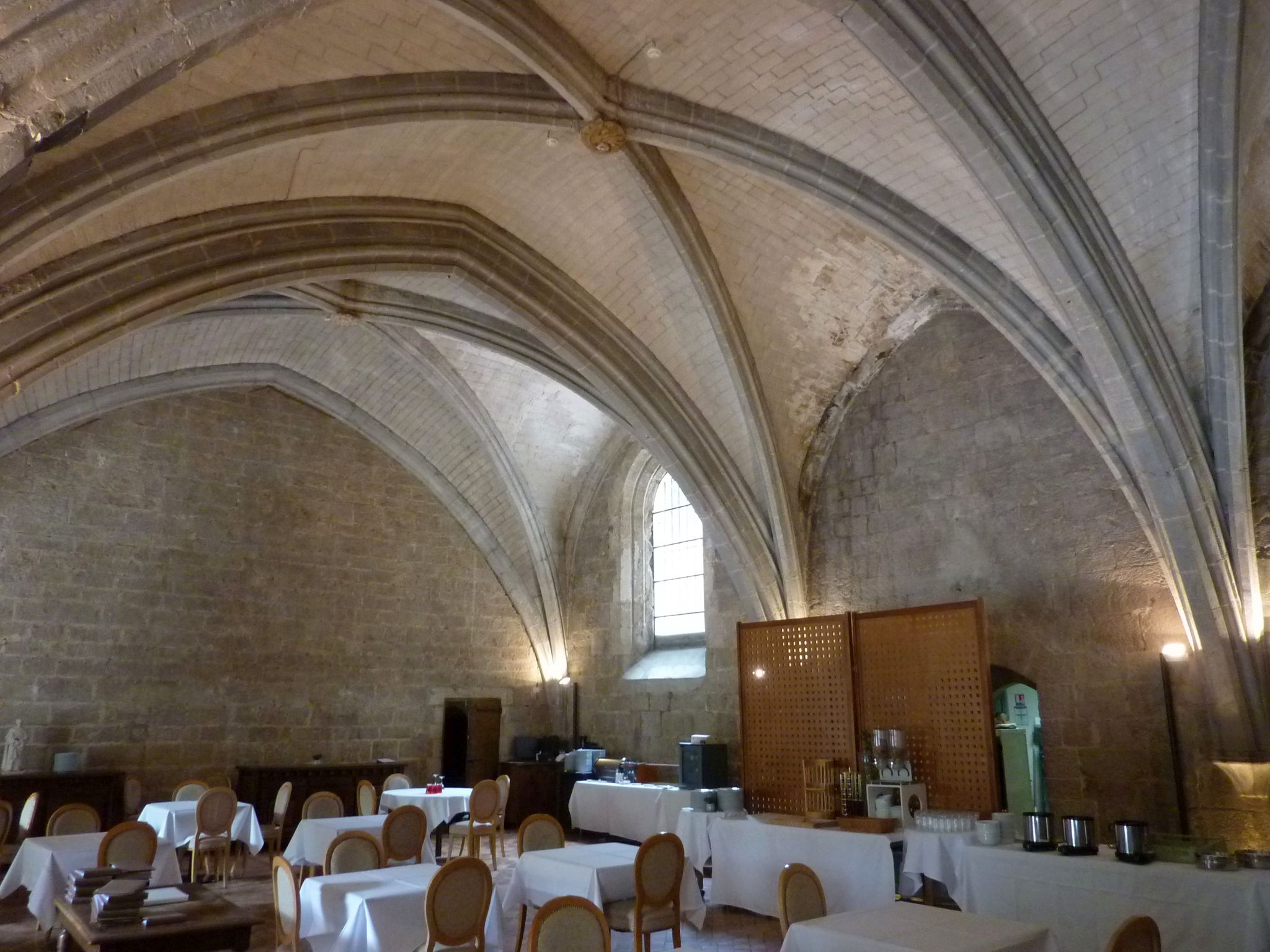
Blick in den Kapitelsaal

Der Dominikanerkonvent Saint-Maximin-la-Sainte-Baume war von 1295 bis 1792 und von 1859 bis 1957 ein Kloster der Dominikaner in Saint-Maximin-la-Sainte-Baume in der Provence.

## Geschichte

### 1295–1791
1279 fand Karl II. von Anjou (seit 1267 Graf von Provence) in Saint-Maximin-la-Sainte-Baume die Reliquien der heiligen Maria Magdalena auf. 1295 erreichte er bei Papst Bonifatius VIII. die Genehmigung zum Bau eines Dominikanerklosters und zur Betreuung der einsetzenden Wallfahrt zur Grotte der Sainte Baume im Massif de la Sainte-Baume (auf dem Gebiet der heutigen Gemeinde Plan-d’Aups-Sainte-Baume). Gleichzeitig mit dem Klosterbau begann die Errichtung der Kirche (heute Basilika) Ste-Marie-Madeleine. Der Dominikanerkonvent hielt sich bis zu seiner Zerstreuung durch die Französische Revolution.

### 1859–1957
Auf Bitten von Bischof Joseph-Antoine-Henri Jordany (1855–1876) von Fréjus kaufte 1859 der Provinzial des Dominikanerordens, Henri Lacordaire, die in private Hände übergegangenen Klostergebäude zurück und installierte wieder ein Dominikanerpriorat, das 1957 nach Toulouse wechselte. In den erhaltenen Klostergebäuden befindet sich heute ein Hotel. Von 1926 bis 1933 gehörte Alex-Ceslas Rzewuski zum Konvent, ab 1932 für rund 10 Jahre Jean Bottéro. 1938 starb hier Marie-Joseph Lagrange.

### Seit 2008
Seit 2008 gibt es wieder einen Dominikanerkonvent im Tal vor der Grotte La Sainte Baume (Adresse: Couvent de Sainte-Marie-Madeleine. Sanctuaire de la Sainte-Baume. 2200, CD 80 Route de Nans. 83640 Plan-d’Aups-Sainte-Baume).

### Dominikanerinnen
Ferner gab es von 1645 bis 1791 und gibt es wieder seit 1872 in Saint-Maximin-la-Sainte-Baume einen Dominikanerinnenkonvent (Monastère Sainte-Marie-Madeleine). Letzterer wurde von Provinzial Hyacinthe-Marie Cormier eingesetzt. Seit 2009 wohnt er in neuen Gebäuden außerhalb des Stadtkerns (Adresse: 1781 Chemin du Déffends, 83470 Saint-Maximin-la-Sainte-Baume).